# Agapetus laparus
Agapetus laparus là một loài Trichoptera trong họ Glossosomatidae. Chúng phân bố ở miền Australasia.